# Roberto Markarian
Roberto Markarian Abrahamian (12 de diciembre de 1946) es un matemático especializado en sistemas dinámicos y teoría del caos, así como autor y profesor uruguayo, fue rector de la Universidad de la República entre 2014 y 2018.

## Biografía
Estudió en la Facultad de Ciencias de la Universidad de la República. Autor de ocho libros. En los últimos años trabajó como docente de la Facultad de Ingeniería dentro del Instituto de Matemática y Estadística "Rafael Laguardia" (IMERL). En agosto de 2014 fue elegido rector de la Universidad de la República.
Durante la dictadura estuvo preso por participar en el Partido Comunista de Uruguay, actualmente no realiza actividad política partidaria. Debió continuar sus estudios en Brasil, en la Universidad Federal de Río Grande del Sur, en donde obtuvo finalmente su primer título, luego revalidado en Uruguay.
Es profesor grado 5 en la Facultad de Ingeniería de la Universidad de la República, e investigador Nivel III del Sistema Nacional de Investigadores de la Agencia Nacional de Investigación e Innovación (ANII) y fue elegido como Rector de la Universidad de la República el 27 de agosto de 2014.
Es hermano del técnico de fútbol Sergio Markarian.
El 7 de diciembre de 2022 le fue otorgado el título de doctor honoris causa por la Universidad de la República (Uruguay).